# Гайк
Гайк (вірм. Հայկ), (Айк, Хайк, Гаос) — легендарний пращур вірменського народу.

## Легенда
За християнською легендою (яку наводить Мовсес Хоренаці — автор «Історії Вірменії»), нащадок Ноя Гайк підбурив у Вавилоні повстання проти тирана Бела й повернувся до Вірменії, поклавши початок вірменського царства.

## Нащадки Гайка
Нащадками Гайка були Гайкіди — династія легендарних царів і родовладик Вірменії.
Відповідно до традиції, від праотця Гайка та його нащадків походять багато княжих родів. Від Хора вів свій родовід рід Хорхоруні, від Манаваза: Манавазіан, Безнуніан, Басен, Уордуні (вважається, що всі ці родини загинули у розбраті після Трдата, окрім Басенів (їх раніше йменували Пасьянами)). Також від Гайка та його нащадків вели родовід Бзнуні, Мандакуні, Манавазян, Ангехеа (Ангех тун), Варажнуні, Апахуні, Арран тун та інші.